# Khulna
Khulna (Bengalisch: খুলনা, Khulnā) ist eine Stadt in Bangladesch. Sie ist Hauptstadt der gleichnamigen Division und mit gut 950.000 Einwohnern (Stand: 2022) drittgrößte Stadt des Landes (nach Dhaka und Chittagong).

## Geografie
Khulna liegt an den Flüssen Rupsa und Bhairab – beides Seitenarme des Ganges in dessen Mündungsdelta – im Südwesten des Landes zwischen der Hauptstadt Dhaka (Entfernung ca. 375 km) und dem indischen Kolkata. Die Stadt zieht sich schmal entlang des Bhairab und misst in der Nord-Süd-Ausdehnung knapp 21 km, während sie an der breitesten Stelle gerade 5,5 km misst.
Eigenartigerweise sank die Einwohnerzahl von 2001 bis 2011 um über 100.000.
| Stadtteil (Thana) | Einwohner 2001 | Einwohner 2011 | Fläche in km² |
| ----------------- | -------------- | -------------- | ------------- |
| Daulatpur         | 118.380        | 112.442        | 7,69          |
| Khalishpur        | 235.018        | 165.299        | 11,47         |
| Sonadanga         | 172.079        | 167.739        | 8,42          |
| Khulna Sadar      | 250.651        | 224.444        | 9,45          |
| Gesamt            | 776.128        | 669.924        | 37,03         |

### Klima
|                       | Jan  | Feb  | Mär  | Apr  | Mai   | Jun   | Jul   | Aug   | Sep   | Okt   | Nov  | Dez  |   |      |
| Mittl. Tagesmax. (°C) | 25,7 | 28,4 | 33,1 | 34,7 | 34,2  | 32,8  | 31,8  | 31,7  | 32,0  | 32,0  | 29,9 | 26,6 | ⌀ | 31,1 |
| Mittl. Tagesmin. (°C) | 12,4 | 15,4 | 20,5 | 23,9 | 25,2  | 26,1  | 26,0  | 26,2  | 25,8  | 24,1  | 19,6 | 14,0 | ⌀ | 21,6 |
|                       |      |      |      |      |       |       |       |       |       |       |      |      |   |      |
| Niederschlag (mm)     | 12,0 | 40,0 | 57,0 | 85,0 | 192,0 | 335,0 | 349,0 | 336,0 | 269,0 | 136,0 | 33,0 | 8,0  | Σ | 1852 |
|                       |      |      |      |      |       |       |       |       |       |       |      |      |   |      |
| Regentage (d)         | 1,0  | 2,0  | 2,0  | 5,0  | 10,0  | 16,0  | 21,0  | 20,0  | 16,0  | 7,0   | 1,0  | 0,0  | Σ | 101  |

| 12,4 |

| 15,4 |

| 20,5 |

| 23,9 |

| 25,2 |

| 26,1 |

| 26,0 |

| 26,2 |

| 25,8 |

| 24,1 |

| 19,6 |

| 14,0 |

| 12,4 |

| 15,4 |

| 20,5 |

| 23,9 |

| 25,2 |

| 26,1 |

| 26,0 |

| 26,2 |

| 25,8 |

| 24,1 |

| 19,6 |

| 14,0 |

## Sehenswürdigkeiten

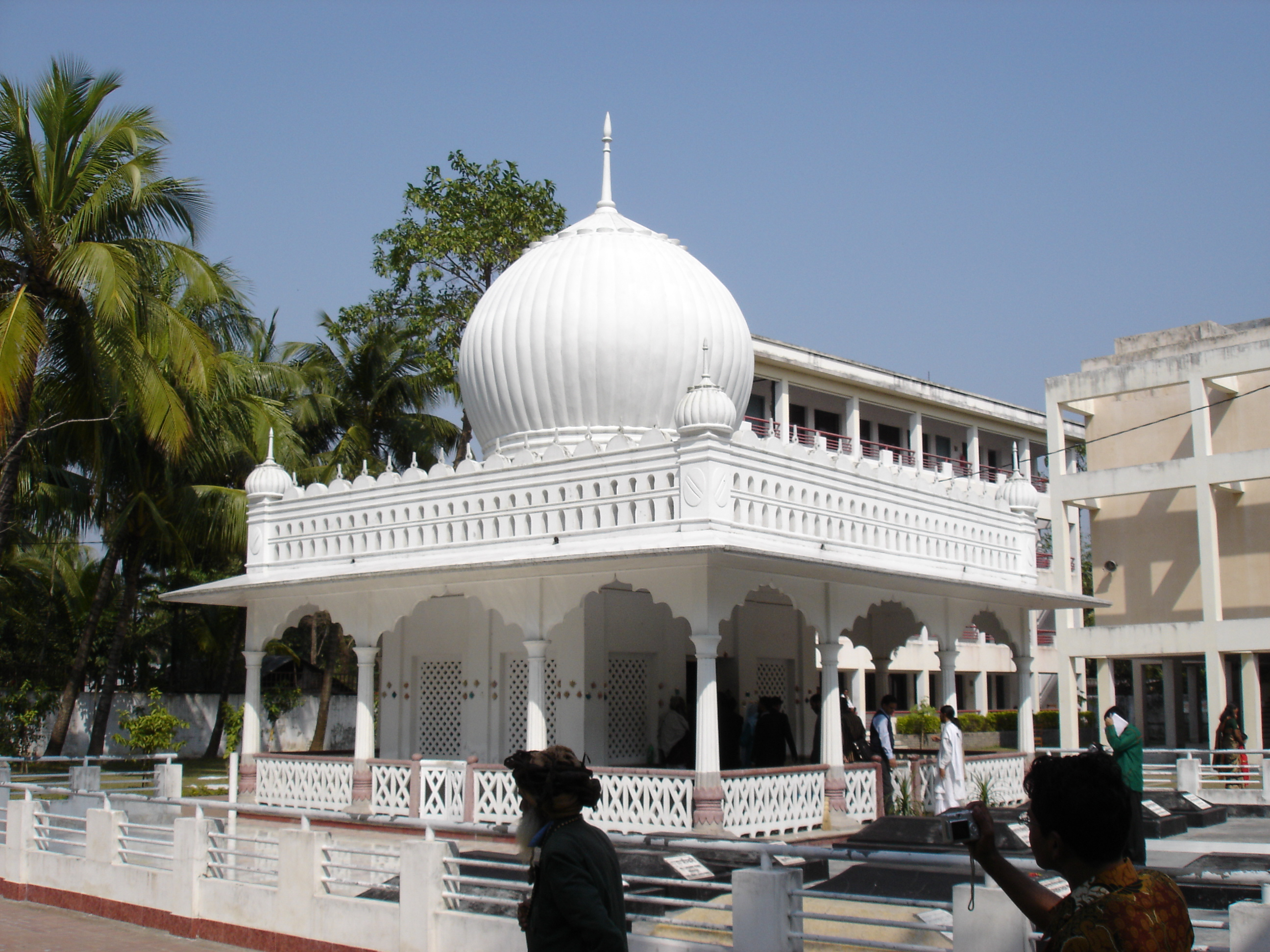
Lalon-Grabmal in Khulna

Die Stadt Khulna ist keine ausgeprägte Touristenstadt, kann jedoch als Ausgangspunkt für Schiffsreisen genutzt werden.  Südlich der Stadt befindet sich ein Sumpf- und Dschungelgebiet. Der Sundarbans-Nationalpark zählt zum Weltnaturerbe der UNESCO und bildet das letzte Rückzugsgebiet des bengalischen Tigers und anderer seltener Tierarten.

## Demografie
In der Volkszählung 2011 hatte Khulna eine Bevölkerung von 663.342. Die Stadt und ihre Metropolregion hatten 2014 eine geschätzte Bevölkerung von 1,022 Millionen.  Die Bevölkerungsdichte beträgt etwa 19.000 Einwohner pro Quadratkilometer. Die Alphabetisierungsrate der Stadt liegt mit 59,1 Prozent über dem nationalen Durchschnitt von 56,5 Prozent. Der größte Teil der Bevölkerung von Khulna ist Bengalischer Abstammung, wie auch der Rest von Bangladesch. Die Bewohner der Stadt sind als Khulnaiya bekannt. Die Bevölkerung setzt sich auch aus Menschen aus benachbarten Distrikten sowie aus den Divisionen Barisal und Faridpur zusammen. Viele Menschen aus dem Bezirk Noakhali leben in der Stadt, in der auch Bihari leben. Die meisten Einwohner von Khulna sprechen Bangla (die Landessprache. Englisch wird von einem großen Teil der Bevölkerung verstanden, insbesondere für Unternehmen. Es gibt eine Minderheit einer Urdu sprechenden Bevölkerung, Nachkommen von Moslems, die 1947 aus Ostindien vertrieben wurden und Zuflucht in Ostbengalen suchten). Der Islam ist Khulnas wichtigste Religion (80,12 Prozent der Bevölkerung). Andere Religionen sind Hinduismus (19,11 Prozent), Christentum (0,67 Prozent) und Buddhismus (0,04 Prozent).

## Wirtschaft
Khulna ist das drittgrößte Wirtschaftszentrum Bangladeschs. Khulna stellt somit wichtiger Ort für Handel und Industrie dar; von Bedeutung ist hierbei insb. der Hafen Mongla. Nördlich des Hafens von Mongla gibt es eine Vielzahl von Leicht- und Schwerindustrien. Neben der jute- und baumwollverarbeitenden Industrie ist hier auch die chemische Lederindustrie angesiedelt. Hauptsektoren sind Jute, Chemikalien, Fisch- und Meeresfrüchteverpackungen, Lebensmittelverarbeitung, Zuckermühle, Stromerzeugung und Schiffbau. Die KCCI regelt den Handel durch ihre Abteilung für lizenzierte Messgeräte (Licensed Measurers 'Department, LMD) und die Zertifizierungs-, Bescheinigungs- und Werbeabteilungen dieses Bereichs. Die Region verfügt über eine Exportverarbeitungszone, die insb. ausländischen Investoren dient. Die Stadt beherbergt Niederlassungen eine Vielzahl nationaler Unternehmen, darunter M. M. Ispahani Limited, BEXIMCO, James Finlay Bangladesh, Summit Power und die Abul Khair Group. Zu den größten in der Stadt ansässigen Unternehmen gehören die Khulna Shipyard, die Bangladesh Cable Shilpa Limited, Bangladesh Oxygen, Platinum Jubilee Mills, Star Jute Mills und die Khulna Oxygen Company. Die Wirtschaft von Khulna ist die drittgrößte in der Volksrepublik Bangladesch und trägt 52 Milliarden US-Dollar (nominaler BIP) und 94 Mrd. USD (KKP 2020).
Mit der Hauptstadt Dhaka bestehen Luft-, Zug- und Seeverbindungen. Neu ist die Padma-Brücke (bengalisch পদ্মা সেতু) – eine im Bau befindliche 6,15 Kilometer lange kombinierte Straßen- und Eisenbahnbrücke über den Fluss Padma in Bangladesch, die die Fahrtzeit deutlich reduziert. Durch die 2005 eröffnete Khan-Jahan-Ali-Brücke ist Khulna mit dem wichtigen Hafen von Mongla verbunden.

## Transport

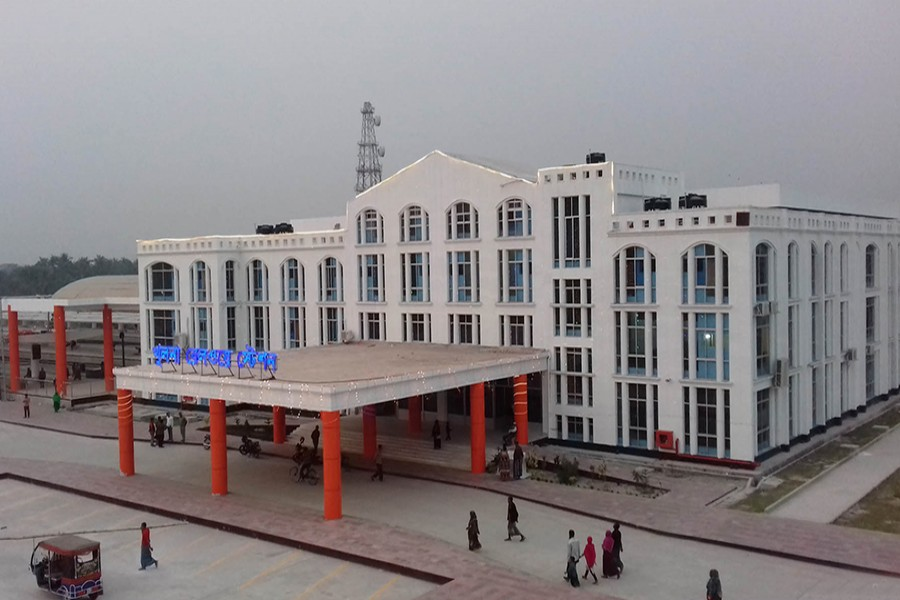
Khulna Hauptbahnhof

### Straßenverkehr
Rikschas sind die beliebtesten öffentlichen Verkehrsmittel in Khulna für Kurztrips, und auch Auto-Rikschas sind weit verbreitet. Nagar Paribahan-Busse verkehren häufig zwischen Rupsha und Phultala und halten in ganz Khulna. Motorräder sind in der Mittelklasse beliebt, und wohlhabendere Menschen bevorzugen ein privates Auto.

### Zugverkehr
Der Khulna Hauptbahnhof ist der Hauptbahnhof der Stadt. Die Bangladesh Railway betreibt sechs Intercity-Züge: den Sundarban und Chitra Express (nach Dhaka), den Kapotaksha und Sagardari Express (nach Rajshahi) sowie den Rupsa und Seemanta Express nach Syedpur. Neben den Postzügen nach Parbatipur, Chapai Nawabganj und Goalanda verkehren zwei Nahverkehrszüge nach Benapole. Der internationale Bandhan Express fährt nach Kolkata. Es gibt vier weitere Bahnhöfe in Khulna, und zwei weitere (zusätzlich zur Rupsha-Eisenbahnbrücke) befinden sich im Rahmen des Projekts Khulna-Mongla Port Railway im Bau.

### Luftverkehr
Der Flughafen Khan Jahan Ali befindet sich im Bau. Der Flughafen Jessore, 71 Kilometer nördlich des Stadtzentrums, ist derzeit der einzige Flughafen der Region. Biman Bangladesh Airlines, United Airways, US-Bangla Airlines und Novoair bieten regelmäßige Flüge zwischen Jessore und Dhaka mit klimatisiertem Bus vom Flughafen nach Khulna an.

## Bildung
Khulna hat eine Reihe von Bildungseinrichtungen. Das renommierteste Institut in Khulna ist die Khulna University of Engineering & Technology (KUET). Die Khulna University of Engineering & Technology (KUET) ist die einzige Universität mit Schwerpunkt Ingenieurwissenschaften in Khulna und wurde in der Ausgabe 2019 des QS Asian University Rankings eingestuft. Die QS-Behörde beschrieb, dass die KUET das Ziel verfolgt, Spitzenleistungen in Bezug auf Qualität in Bildung, Forschung und Fortschritt zu erzielen, um den gegenwärtigen Bedürfnissen des Landes sowie der südwestlichen Region gerecht zu werden und zu einem Kompetenzzentrum zu werden. Darüber hinaus werden erstklassige Studenten des Landes jährlich im Grundstudium durch sehr wettbewerbsfähige, transparente und standardmäßige Zulassungstests immatrikuliert. Das 1902 gegründete Brajalal College ist die älteste Hochschule der Stadt. Es gibt auch eine allgemeine öffentliche Universität namens Khulna University, die die einzige öffentliche Universität in Bangladesch ist, an der Studentenpolitik verboten ist. Es gibt auch eine Landwirtschaftsuniversität namens Khulna Agricultural University (KAU), die 2018 ihre erste Charge hatte. Die Khulna Medical College (KMC) und das BL College befinden sich ebenfalls in der Stadt. Die North Western University in Bangladesch (NWU) und die Northern University of Business and Technology (NUBT) sind private Einrichtungen.

## Religion
Khulna ist Sitz eines römisch-katholischen Bischofs (→ Bistum Khulna).

## Persönlichkeiten
- Debala Mitra (1925–2005), indische Archäologin
- Nurul Hasan (* 1990), Cricketspieler
- Salma Khatun (* 1990), Cricketspielerin
- Rumana Ahmed (* 1991), Cricketspielerin
- Jahanara Alam (* 1993), Cricketspielerin
- Mahedi Hasan (* 1994), Cricketspieler
- Mehidy Hasan Miraz (* 1997), Cricketspieler
- Afif Hossain (* 1999), Cricketspieler